# Chorodna creataria
Chorodna creataria là một loài bướm đêm trong họ Geometridae.